# Kuivajärven metsä
Kuivajärven metsä este o arie protejată (arie specială de conservare — SAC, sit de importanță comunitară — SCI) din Finlanda întinsă pe o suprafață de 23 ha, integral pe uscat.

## Localizare
Centrul sitului Kuivajärven metsä este situat la coordonatele 61°51′11″N 24°16′49″E / 61.8531°N 24.2803°E.

## Înființare
Situl Kuivajärven metsä a fost declarat sit de importanță comunitară în mai 2002 pentru a proteja un număr necunoscut de specii din flora spontană și fauna sălbatică aflate în arealul zonei. Situl a fost protejat și ca arie specială de conservare în aprilie 2015.

## Biodiversitate
Situată în ecoregiunea boreală, aria protejată conține 3 habitate naturale: Taiga vestică, Păduri fino-scandinave bogate în ierburi cu Picea abies, Mlaștini împădurite.
La baza desemnării sitului se află un număr nedeclarat de specii protejate.